# Primo violino
Il primo violino (in tedesco Konzertmeister, in inglese Leader o Concertmaster, in spagnolo concertino) è il violino di spalla della sezione dei violini primi di un'orchestra.

## Storia
Il primo violino ha l'obbligo, con l'eccezione di alcuni grandi assoli come in Ein Heldenleben di Richard Strauss, di eseguire ogni parte per solo violino di un lavoro orchestrale. Da questo obbligo sono esclusi i concerti per violino solista, che in alcuni casi il primo violino potrà comunque suonare, ma con un trattamento appunto da solista. I requisiti di un primo violino possono essere l'esperienza, una buona lettura a prima vista e soprattutto la capacità di comprendere il direttore d'orchestra, facendo da tramite tra questi e l'orchestra stessa. Da ciò deriva la necessità della spalla di saper "guidare" l'orchestra. Il primo violino è il leader non solo della sezione degli archi, ma di tutta l'orchestra, subordinato solo al direttore.
Egli prende posto alla sinistra del direttore d'orchestra, vicino al pubblico, e prende decisioni in merito ai dettagli tecnici sull'esecuzione degli archi, come le arcate ed il "punto d'arco" da usare in determinati passaggi. Il primo violino ha anche l'incarico di intonare l'orchestra, chiedendo il "la" al primo oboe o, nel caso di un concerto per pianoforte o con l'organo, prendendolo dallo strumento in oggetto. In alcuni casi sovrintende ad altri aspetti tecnici della gestione orchestrale.
A seconda della consuetudine, che può essere diversa in ogni orchestra, il primo violino può entrare sul palco singolarmente dopo che tutti i componenti dell'orchestra sono già al loro posto oppure entrare per primo seguito dall'orchestra. Rappresentando l'orchestra, è deputato ad inchinarsi verso il pubblico e stringere la mano al direttore d'orchestra. Al termine dell'esecuzione, e su invito del maestro, il primo violino coordina il momento in cui l'orchestra si alza e si siede durante gli applausi, così come segnala all'orchestra di lasciare il palcoscenico. Il trattamento economico è superiore a quello di qualunque altro strumento dell’orchestra.
In una banda, dove è normalmente presente un Maestro Direttore fisso e in certi casi un Vice Maestro, il ruolo di concertmaster può essere chiamato capo-banda o capo-formazione. Solitamente è ricoperto dal primo clarinetto o dal primo oboe, ma non è insolito che venga assegnato alla prima cornetta o prima tromba, così come, a seconda di altri fattori come l'età, l'abilità e l'anzianità di servizio nel gruppo, può essere affidato ad altri strumenti.